# خانواده امبرائر ئی‌آرجی
خانواده امبرائر ئی‌آرجی شامل هواپیماهای ERJ 135/ERJ 140/ERJ 145 خانواده‌ای از هواپیماهای نسبتاً کوچک مسافربری دوموتوره هستند. نخستین پرواز ای‌آرجی ۱۳۵/۱۴۰/۱۴۵ در ۱۱ اوت ۱۹۹۵ صورت گرفت. این هواپیماها ساخت کشور برزیل هستند و توسط شرکت امبرائر این کشور تولید می‌شوند.

## مشخصات
ای‌آرجی ۱۳۵/۱۴۰/۱۴۵ دارای دو موتور توربوفن است. دو موتور در انتهای بدنه و در دو سوی بدنه قرار گرفته‌اند.
- فاصله نوک دو بال: ۲۰ متر
- طول: ۲۹٫۹ متر
- ارتفاع: ۶٫۸ متر
- ظرفیت مسافر: ۵۰ نفر
- بیشینه سرعت: ۰٫۷۸ ماخ (۸۳۳ کیلومتر بر ساعت)
- محدوده پرواز: ۲۹۶۳ کیلومتر

## ایران
مالک شرکت هواپیمایی «آتا ایرلاین» از خرید ۱۰ هواپیمای جدید ۵۰ نفره توسط این شرکت و تحویل آن‌ها در طول شش ماه آینده خبر داده است. محمدرضا زنوزی مطلق که مالک شرکت آتا ایرلاین است گفته است که : «ما ۱۰ هواپیمای جدید ۵۰ نفره خریده‌ایم که تا شش ماه دیگر به ما تحویل داده خواهد شد. با ورود این تعداد هواپیمای سبک ۵۰ نفره که توان نشست و برخاست از باندهای با مسافت کوتاه را نیز به خوبی دارا هستند؛ شبکه ناوگان هوایی مویرگی برای فرودگاه‌های کوچک کشور تشکیل می‌شود.»

## مدل‌ها
- ERJ135 مدل کوتاه.
- Legacy مدل مشترک ۱۳۵.
- ERJ140 مدل دارای طول متوسط و طراحی شده برای آمریکا.
- ERJ145 مدل پایه.
- ERJ145ER مدل دوربرد با ظرفیت بیشتر سوخت.
- ERJ145EU مدل طراحی شده برای اروپا.
- ERJ145LR مدل دوربرد با موتور تقویت شده و سوخت بیشتر.
- ERJ145XR مدل دوربرد با طول پرواز بیشتر.
- ERJ145SA مدل ویژه ارتش برزیل.
- ERJ145RS مدل کنترل شونده برای ارتش برزیل.